# Irlande au Concours Eurovision de la chanson 1994
L'Irlande a participé au Concours Eurovision de la chanson 1994 à Dublin, en Irlande. C'est la 29e participation et la 6e victoire irlandaise (la 3e consécutive) au Concours Eurovision de la chanson.
Le pays est représenté par Paul Harrington et Charlie McGettigan et la chanson Rock 'n' Roll Kids, sélectionnés au moyen de la finale nationale National Song Contest organisée par Radio Telefís Éireann.

## Sélection

### National Song Contest 1994
Le radiodiffuseur irlandais, Radio Telefís Éireann (RTÉ), organise le National Song Contest 1994 pour sélectionner l'artiste et la chanson représentant l'Irlande au Concours Eurovision de la chanson 1994.
La finale nationale, présentée par Pat Kenny (en), a lieu le 13 mars 1994 au hall de concerts de l'université de Limerick dans la ville de Limerick.
Huit chansons participent à cette finale nationale, dont sept interprétées en anglais et une en irlandais, langues officielles de l'Irlande.
Lors de cette sélection, c'est la chanteuse Paul Harrington et Charlie McGettigan et la chanson Rock 'n' Roll Kids, écrite et composée par Brendan Graham (en), avec Noel Kelehan comme chef d'orchestre, qui furent choisies.

#### Finale
| Ordre | Artiste                               | Chanson                      | Traduction                       | Langue    | Points | Place |
| ----- | ------------------------------------- | ---------------------------- | -------------------------------- | --------- | ------ | ----- |
| 1     | Henry Winter                          | Remember Heaven              | Souviens-toi du paradis          | Anglais   | 56     | 6     |
| 2     | Orna McNamara                         | Crystal Eyes                 | Yeux de cristal                  | Anglais   | 87     | 2     |
| 3     | Nightshade                            | Open Your Heart              | Ouvre ton cœur                   | Anglais   | 48     | 7     |
| 4     | Darren Holden                         | After Tonight                | Après ce soir                    | Anglais   | 81     | 3     |
| 5     | Robyn Grant                           | Time to Decide               | L'heure de décider               | Anglais   | 59     | 5     |
| 6     | Paul Harrington et Charlie McGettigan | Rock 'n' Roll Kids           | Enfants Rock 'n' Roll            | Anglais   | 110    | 1     |
| 7     | Fiona Kennedy                         | Ní scaoilfidh mé leat go deo | Je ne te laisserai jamais partir | Irlandais | 47     | 8     |
| 8     | Anne Buckley                          | I Won't Surrender            | Je ne capitulerai pas            | Anglais   | 62     | 4     |

## À l'Eurovision

### Points attribués par l'Irlande
| 12 points | Hongrie     |
| 10 points | Malte       |
| 8 points  | Portugal    |
| 7 points  | Pologne     |
| 6 points  | Islande     |
| 5 points  | Allemagne   |
| 4 points  | Russie      |
| 3 points  | Norvège     |
| 2 points  | France      |
| 1 point   | Royaume-Uni |

### Points attribués à l'Irlande
| 12 points                                                                         | 10 points                                                                                      | 8 points                               | 7 points   | 6 points    |
| --------------------------------------------------------------------------------- | ---------------------------------------------------------------------------------------------- | -------------------------------------- | ---------- | ----------- |
| - Allemagne - Croatie - Islande - Norvège - Pays-Bas - Portugal - Russie - Suisse | - Autriche - Bosnie-Herzégovine - Espagne - Estonie - Hongrie - Lituanie - Royaume-Uni - Suède | - Chypre - France - Pologne - Roumanie | - Finlande | - Slovaquie |
| 5 points                                                                          | 4 points                                                                                       | 3 points                               | 2 points   | 1 point     |
| - Malte                                                                           |                                                                                                |                                        |            |             |

Paul Harrington et Charlie McGettigan interprètent Rock 'n' Roll Kids en 3e position, après la Finlande et avant Chypre. Au terme du vote final, l'Irlande termine 1re sur 25 pays, obtenant 226 points.